# Distrikt Los Morochucos
Der Distrikt Los Morochucos liegt in der Provinz Cangallo in der Region Ayacucho in Südzentral-Peru. Der Distrikt wurde am 12. April 1957 gegründet. Er besitzt eine Fläche von 250 km². Beim Zensus 2017 wurden 8146 Einwohner gezählt. Im Jahr 1993 lag die Einwohnerzahl bei 6909, im Jahr 2007 bei 7998. Sitz der Distriktverwaltung ist die 3330 m hoch gelegene Kleinstadt Pampa Cangallo mit 2239 Einwohnern (Stand 2017). Pampa Cangallo liegt 10 km westnordwestlich der Provinzhauptstadt Cangallo.

## Geographische Lage
Der Distrikt Los Morochucos liegt im Andenhochland im Nordosten der Provinz Cangallo. Der Süden und Osten des Distrikts wird zum Río Pampas hin entwässert, der Nordwesten zum Río Cachi.
Der Distrikt Los Morochucos grenzt im Südwesten an die Distrikte María Parado de Bellido und Chuschi, im Nordwesten an den Distrikt Vinchos (Provinz Huamanga), im Nordosten an den Distrikt Chiara (ebenfalls in der Provinz Huamanga) sowie im Südosten an den Distrikt Cangallo.

## Ortschaften
Neben dem Hauptort gibt es folgende größere Ortschaften im Distrikt:
- Cusibamba (225 Einwohner)
- Huallchancca (223 Einwohner)
- Huallata (247 Einwohner)
- Lumchicancha Chanquil (644 Einwohner)
- Munaypata (324 Einwohner)
- Pilpicancha (275 Einwohner)
- Satica (391 Einwohner)